# Batalló Bautista Garcet
El Batalló Bautista Garcet (més conegut com a Bautista Garcés en cometre's un error habitual en el cognom) va ser una unitat militar republicana durant la Guerra Civil espanyola que va prendre el seu nom en memòria del diputat comunista per Còrdova, Bautista Garcet, afusellat pels rebels franquistes en aquesta capital als primers dies de l'aixecament militar del 18 de juliol. La unitat es va formar eals primers dies d'agost a Villanueva de Córdoba.
El nucli principal del Batalló Garcet el van formar nombres comunistes de Villanueva sumant-se companys comunistes d'altres llocs. El comandament va estar en mans de Enrique Vázquez Expósito que havia servit com a sergent a Àfrica obtenint diverses condecoracions. Havia estat aquest, militant d'Izquierda Republicana passant a formar part del Partit Comunista més tard. Va tenir com a comissari polític al poeta Pedro Garfías.
La primera acció de guerra del Batalló Garcet va ser la presa de Pozoblanco el 15 d'agost de 1936, continuant les operacions en altres pobles del Valle de los Pedroches. Més tard van marxar cap a Cerro Muriano, tot esperant la presa de Còrdova el 20 d'agost de 1936 per les columnes del general republicà Miaja. Fracassat aquest intent, no per la resistència dels rebels (sinó per causes no gaire ben aclarides entorn de la direcció de Miaja), es van batre en retirada a primers de setembre a la zona dels Villares amb la forces de Terç i els Regulars manades pel general rebel Varela, de manera que l'ofensiva sobre Còrdova va haver d'aturar-se. Van actuar a la zona d'El Vacar en l'operació de la presa de Peñarroya-Pueblonuevo pels revoltats. Després de la batalla es van replegar organitzadament a Villanueva.
El 18 d'octubre el Batalló Garcet es va convertir en regiment, ampliat amb les restes del Batalló del Terrible i incorporant milicians d'Espejo procedents del Batalló Ramon Casanellas. Va ser-ne nomenat comandant Antonio Ortiz, ocupant posicions en la línia del front de Villafranca de Córdoba, El Carpio i Bujalance. Després, en el nadal de 1936, trencat el front amb el consegüent desastre per la presa de Montoro pels rebels, el Batalló es va replegar a Villanueva. Cal consignar que en aquesta batalla va ser fet presoner a El Carpio Enrique Vázquez qui fou afusellat el 22 de desembre de 1936. De nou va entrar en acció de manera victoriosa a la batalla de Pozoblanco el març 1937. En aquesta mateixa primavera quedarà incorporat a la 73a Brigada Mixta manada pel mateix Antonio Ortiz.
En 1938 la força del primitiu Batalló Garcet al comandament del comandant Ortiz va participar en la batalla de l'Ebre englobat en la 226a Brigada Mixta. Ortiz va arribar a ser cap de la 42a Divisió, i en ella van estar els brigadistes cordovesos.